# John DeServio
John "JD" DeServio est l'actuel bassiste du groupe de heavy metal américain Black Label Society, qu'il a rejoint après le départ de James Lomenzo en 2005. JD a aussi été membre de Pride & Glory, un trio de Rock sudiste avec Zakk Wylde pour un court instant en décembre 1994 (encore pour remplacer Lomenzo), il fut aussi le bassiste original de Black Label Society, jouant lors de la tournée de promotion de leur premier album, Sonic brew. JD joue aussi dans son propre groupe Cycle Of Pain qui a sorti son premier album en avril 2009 chez Reform Records.